# 涂景福
涂景福（1933年—），男，鄂温克族，黑龙江讷河人，中国政治人物，曾任中共鄂温克族自治旗委副书记、旗长，呼伦贝尔盟外办主任，第五、六届全国政协委员。